# Queeres Netzwerk NRW
Das Queere Netzwerk NRW e. V (bis 2020: Schwules Netzwerk NRW e. V.) ist ein als Verein organisierter Interessen- und Fachverband für Selbsthilfegruppen und Initiativen gleichgeschlechtlich bzw. queer lebender Menschen in Nordrhein-Westfalen. Es hat sich zum Ziel gesetzt, die soziale, kulturelle und politische Arbeit seiner Mitglieder zu vernetzen, zu koordinieren und mitzugestalten sowie ihre Anliegen etwa durch Lobbying mitzuvertreten und unabhängig von staatlichen Strukturen in den gesellschaftlichen Dialog einzubringen.

## Organisationsstruktur, Aufgaben, Finanzierung
In dem Netzwerk sind (Stand 2022) über 40 Gruppen, Vereine und Initiativen zusammengeschlossen. Sie treffen sich zu Mitgliederversammlungen, beschließen den Haushalt, diskutieren ihre Interessen und wählen alle zwei Jahre den Vorstand. Die Mitgliedschaft steht gemeinnützigen Organisationen und Gruppen sowie fördernden Einzelmitgliedern offen.
Die Führung des Vereins liegt (Stand 2022) bei sechs ehrenamtlichen Vorstandsmitgliedern. Die Landesgeschäftsstelle befindet sich in Köln. Hier werden für die Mitgliedsorganisationen vor allem folgende Aufgaben koordiniert:
- fachliche und organisatorische Beratung der Mitgliedsorganisationen,
- Organisation von Vernetzung,
- fachpolitische Interessenvertretung auf Landesebene,
- Öffentlichkeitsarbeit für den Landesverband,
- Betreuung und Verwaltung der aus Landesmitteln geförderten regionalen Projekte für Öffentlichkeitsarbeit, Beratung, Selbsthilfe, Fortbildung und Vernetzung.[2]

Bewegungen und Entwicklungen innerhalb und außerhalb des Verbandes sollen aufgegriffen und mitgestaltet werden: Gay Pride, Hilfe zur Selbsthilfe, ehrenamtliches und bürgerschaftliches Engagement sollen gefördert, Interessen von queeren Communities in den Dialog eingebracht und nicht bloß stellvertretend von staatlichen Strukturen verhandelt werden.
Die Finanzierung erfolgt derzeit zu etwa 90 Prozent aus dem Etat des Ministeriums für Gesundheit, Emanzipation, Pflege und Alter des Landes Nordrhein-Westfalen. Eigenmittel werden über Mitgliedsbeiträge, Spenden und Sponsoring erworben.
Die Nichtregierungsorganisation ist u. a. Mitglied im Landesverband NRW des Deutschen Paritätischen Wohlfahrtsverbands, in der AIDS-Hilfe NRW, im LSVD+ – Verband Queere Vielfalt und Kooperationspartner der Initiative Queer Nations (IQN, → Queer Nationalism).

## Geschichte
Im Dezember 1990 traf sich auf Betreiben der AIDS-Hilfe NRW eine Gruppe, die die Möglichkeiten einer regionalen Zusammenarbeit schwuler Organisationen analysierte. Darauf aufbauend organisierte der Aktivist Claudius Meyer ein Arbeitstreffen im Januar 1991, bei dem ein Gründungsaufruf für eine Netzwerkorganisation konzipiert wurde. Eine „Initiative Schwules Netzwerk NRW“ lud Vertreter der schwulen Community sodann zur Gründungsversammlung am 15. Juni 1991 in das Haus des Deutschen Paritätischen Wohlfahrtsverbandes nach Dortmund ein, wo der Verein Schwules Netzwerk NRW gegründet wurde. Das Plakat der Gründungsversammlung stellte eine Karikatur des Comic-Zeichners Ralf König dar. Zum 20-jährigen Jubiläum im Jahr 2011 schenkte er dem Verband eine „Neuauflage“ seiner Zeichnung von 1991. Zu den ersten Projekten des Verbandes gehörte die Organisation von Seminaren zur Medienarbeit und zur Telefonberatung sowie die Entwicklung eines Infopools mit Kontaktdaten von schwulen Gruppen in Nordrhein-Westfalen. Während die Verbandsarbeit 1991 noch aus rund 4000 DM Eigenmitteln bestritten wurde, konnten für die Verbandsarbeit 1992 bereits etwa 100.000 DM Landesmittel und rund 20.000 DM Eigenmittel eingeworben werden, so dass Arbeitskreise ins Leben gerufen, weitere Seminare organisiert und eine Vielzahl anderer Projekte und Aktionen durchgeführt wurden. Seit 1993 lädt der Verein anlässlich der Kölner Demonstrationsparade Cologne Pride zu seinem jährlichen „CSD-Empfang“ ein, seit 2000 gemeinsam mit der AIDS-Hilfe NRW. Zusammen mit dem damaligen Schwulenverband in Deutschland veranstaltete das Schwule Netzwerk NRW 1995 den ersten Fachkongress zum Thema Schwules Leben im Alter unter dem Titel Gay and Gray.
Nachdem die Arbeit des Netzwerks sich sowohl organisatorisch wie auch thematisch mehr und mehr auch in den Bereichen lesbischer, bisexueller, trans*, inter* und queerer Communities bewegt hatten, sollte sich dies 2020 auch im Namen widerspiegeln. Die Mitgliederversammlung beschloss am 26. September 2020 eine Namensänderung zu Queeres Netzwerk NRW.

### Die Kompassnadel
Seit 2001 verleiht das Netzwerk auf seinem „CSD-Empfang“ die Auszeichnung Die Kompassnadel an „Persönlichkeiten, die sich besonders um die Förderung der gesellschaftlichen Akzeptanz der schwulen Minderheit verdient gemacht haben“. 2006 ging dieser Preis an den Politiker Franz Müntefering und den 18-jährigen Deniz Yücel (nicht identisch mit dem Journalisten), 2011 an die nordrhein-westfälische Ministerpräsidentin Hannelore Kraft und den Siegener Schwulenaktivisten Ansgar Cziba, 2013 an die Redaktionen von Der Spiegel und Spiegel Online sowie Falk Steinborn für das TV-Magazin queerblick (→ Homosexualität im Fernsehen). Die Deutsche Aidshilfe e.V. kritisierte die Auszeichnung der Spiegel-Redaktion wegen der „unsäglichen Berichterstattung“ des Magazins während der „AIDS-Krise“ (→ Spiegel-Berichterstattung ab Mai 1982). Bei der Preisverleihung bedauerte der Spiegel-Redakteur Markus Verbeet die durch die damalige Berichterstattung hervorgerufenen Verletzungen „zutiefst“. 2014 werden der Kirchenpräsident der Evangelischen Kirche in Hessen und Nassau, Volker Jung, für sein Engagement bei der Segnung gleichgeschlechtlicher Paare und der Duisburger Schwulenaktivist Wulf Thomas ausgezeichnet.
Im Weblog ruhrbarone wurde die angekündigte Preisvergabe an Volker Jung kritisiert und der Laureat als ein „wertkonservativer Evangelikaler“ bezeichnet, „dessen Glaubensbrüder in weiten Teilen Afrikas weiter missionieren und unter der gleichen Dachorganisation der Evangelisch-Protestantischen Kirche mit massiver Lobbyarbeit und Duldung dafür sorgen, dass weiterhin Gesetze in Afrikas Unrechtsstaaten erlassen werden, die Menschen aufgrund ihrer sexuellen Ausrichtung in Lebensgefahr bringen.“

## Veröffentlichungen (Auswahl)
- 20 Jahre Schwules Netzwerk NRW. Die Geschichte und die Arbeitsschwerpunkte eines Landesverbandes (2011, PDF)
- Johannes Jakob Arens: Christopher Street Day. CSD im Spannungsfeld zwischen schwul-lesbischer Emanzipation und kommerzieller Spaßkultur. Schriftenreihe des Schwulen Netzwerks NRW (2007)
- Älter werden. Beiträge aus der Praxis der schwulen Selbstorganisation (2003)
- Jung zu sein, das ist nicht schwer, erwachsensein dagegen sehr? Dokumentation der ersten schwulen Fachtagung für Generationen zwischen Jugend und Alter (2000; mit Beiträgen u. a. von Martin Dannecker)[18]
- Lesbische und schwule Familien. Ergebnisse einer Befragung unter Lesben und Schwulen in NRW (1999)
- Watch Out and Dream. Zukunftsfabrik für schwule Jugendliche. Eine Dokumentation (1998)